# 아이토이우나노호코리
〈아이토 이우 나노 호코리〉(일본어: (愛)という名の誇り ‘사랑이라는 이름의 용기’[*])는 대한민국의 3인조 걸 그룹 가수 《S.E.S.》가 일본에서 발매한 3번째 싱글 음반이다.

## 설명
- 오리콘 싱글차트 최고순위 60위, 판매량은 8,930장을 기록했다.
- TBS 《카운트다운 TV》에서 최고 54위를 기록했다.
- S.E.S는 이 곡이 타이업된《코이보이 코이걸》에 레귤러로 고정출연했다.
- 〈以愛名的榮耀〉라는 제목으로 동일한 사양의 싱글이 대만에 발매되었다.
- 대만 IFPI Single 차트에서 최고순위 5위를 기록했다.

## 트랙 리스트
1. (愛)という名の誇り (Single Version)
  - 작사: 요시키 마리코 / 작곡: 시마노 사토시 / 편곡: 시마노 사토시
  - 후지 텔레비전 계열의 프로그램《코이보이 코이걸》(일본어: 戀ボ－ル 戀ガ－ル ‘사랑보이 사랑걸’[*])엔딩 테마로 1999년 5월 13일부터 약 4개월 간 사용되었다.
  - 일본 정규 1집 《REACH OUT》에 1번 트랙에 수록되어 있던 곡을 새롭게 편곡하여 발표했다.
  - 가사가 한국어로 번안되어〈사랑이라는 이름의 용기〉라는 제목으로 한국 4.5집 《Surprise》 1번 트랙에 수록되었다.
2. unh~ HAPPY DAY
  - 작사: 쿠도 슌사쿠 / 작곡: 쿠도 슌사쿠 / 편곡: 쿠도 슌사쿠
  - 한국어로 번안되어 한국 4.5집 《Surprise》 2번 트랙에 수록되었다.
3. Shining Star
  - 작사: 스즈키 모모코 / 작곡: 쿠도 슌사쿠 / 편곡: 쿠도 슌사쿠
4. (愛)という名の誇り (Instrumental)
  - 작사: 요시키 마리코 / 작곡: 시마노 사토시 / 편곡: 시마노 사토시